# BKL予想
BKL予想（Belinskii-Khalatnikov-Lifshitz予想）は、一般相対性理論における宇宙論的特異点（シンギュラリティ）近傍での時空の動的進化を記述する理論的枠組みである。この予想は、ソビエト連邦の物理学者ウラジミール・ベリンスキー、イサーク・ハラトニコフ、エフゲニー・リフシッツによって、ランダウ理論物理学研究所で1970年に提案された。BKL予想によれば、ビッグバンやブラックホール内部の特異点近傍で、時空は非等方的かつカオス的な振動を示し、時間と空間がゼロに等しくなる、または時空曲率が無限大となる。この特異点は、アインシュタイン方程式の厳密解においても必要不可欠な物理的実在であり、FLRW模型、準等方解、カスナー解のような簡略化された特殊解による人為的なものではない。

## 提起の経緯
BKL予想は、1960年代から1970年代にかけて、一般相対性理論を用いた宇宙論的研究が活発化した時期に発展した。ランダウ理論物理学研究所とイサーク・ハラトニコフは、特異点近傍の時空のダイナミクスを解析するプロジェクトを進め、等方的なFLRW模型が特異点近傍で不十分であると考えた。彼らは非等方的な宇宙モデル、特にビアンキIX型（ミックスマスター宇宙）に着目した。1960年代後半、ウラジミール・ベリンスキーが研究に加わり、チャールズ・ミスナーのミックスマスター宇宙の研究を基に、カオス的振動の解析を進めた。1970年の論文で、彼らは特異点近傍でのカオス的振動を体系化し、これをBKL予想として提唱した。この研究は、ロジャー・ペンローズやスティーヴン・ホーキングの特異点定理（ペンローズ・ホーキングの特異点定理）に触発され、特異点の一般性を探る機運が高まった時期に位置づけられる。

## 予想の内容
BKL予想の主要な要素は以下の通りである：

特異点近傍でカオス的BKL（ミックスマスター）ダイナミクスを示す球形物体のシミュレーション。Mathematicaで作成され、初期条件は。

- 局所性とカオス的振動：特異点近傍では、異なる空間点での幾何学の進化が分離し、偏微分方程式のアインシュタイン方程式は、時間に関する常微分方程式で近似できる。これを「BKL予想」と呼び、空間スケール因子の時間進化はビアンキ分類の均質宇宙モデル（特にビアンキIX型、ミックスマスター宇宙）に類似するカオス的振動を示す[1]。
- 物質の無視可能性：特異点近傍では、ほとんどの物質場の動的影響が無視でき、時空の幾何学が支配的となる。ジョン・ホイーラーの言葉を借りれば、「物質は特異点近くでは重要ではない」。ただし、「硬い物質」（状態方程式 {\displaystyle p=\varepsilon }、質量のないスカラー場に相当）は振動に影響を与える可能性がある[6]。
- ミックスマスター振動：特異点に近づくにつれて、時空のスケール因子は周期的な「エポック」を経て振動し、各エポックで異なる軸方向（x, y, z）が優勢に収縮する。この振動は予測不可能で、時空が「パンケーキ状」や「シガー状」に変形する[3]。

## 数学的枠組み
BKL予想は、アインシュタイン方程式に基づき、特異点近傍の時空を解析する。ビアンキIX型のメトリックは次のように記述される：
{\displaystyle ds^{2}=-dt^{2}+a^{2}(t)dx^{2}+b^{2}(t)dy^{2}+c^{2}(t)dz^{2}}
ここで、{\displaystyle a(t)}、{\displaystyle b(t)}、{\displaystyle c(t)} は時間 {\displaystyle t} に依存するスケール因子である。特異点に近づく（{\displaystyle t\to 0}）と、これらのスケール因子はカオス的に振動し、時空は無限に圧縮される。BKL予想では、この振動が「カシミール効果」に似た離散的なエポックで進行し、カオス的マッピングによって次のエポックに移行する。
カスナー解はBKL予想の基盤であり、真空中の均質かつ非等方的な時空を次のメトリックで表す：
{\displaystyle dl^{2}=t^{2p_{1}}dx^{2}+t^{2p_{2}}dy^{2}+t^{2p_{3}}dz^{2}}
ここで、{\displaystyle p_{1}}、{\displaystyle p_{2}}、{\displaystyle p_{3}} はカスナー条件を満たす：
{\displaystyle p_{1}+p_{2}+p_{3}=p_{1}^{2}+p_{2}^{2}+p_{3}^{2}=1}
これにより、3つの指数のうち1つは負、2つは正となり、非等方的な収縮・膨張が生じる。BKLはこれをリフシッツ・ハラトニコフパラメータ {\displaystyle u} でパラメトライズした：
{\displaystyle p_{1}(u)={\frac {-u}{1+u+u^{2}}},\ p_{2}(u)={\frac {1+u}{1+u+u^{2}}},\ p_{3}(u)={\frac {u(1+u)}{1+u+u^{2}}}}
このパラメトライズにより、カオス的振動のエポック間の遷移が記述される。

## 物理的意義
BKL予想は以下の点で重要である：
- 初期宇宙の非等方性：ビッグバン直後の宇宙の非等方性を説明し、インフレーション理論や量子重力との関連を議論する。
- ブラックホール内部：ブラックホールの事象の地平線内部の時空構造を理解する基盤を提供。
- カオス的ダイナミクス：一般相対性理論におけるカオス的振る舞いの研究を促進し、時空の複雑なダイナミクスを明らかにする[6]。

## 検証と課題
BKL予想は多くの洞察を提供するが、以下の課題が残る：
- 量子効果：特異点近傍では量子重力の効果が重要となり、古典的なBKL予想では考慮されていない。
- 非一様性の扱い：局所的な解析に焦点を当て、宇宙全体の非一様性を完全に記述するのは困難。
- 観測的証拠：BKL振動は直接観測が難しく、宇宙マイクロ波背景放射の異方性などの間接的証拠に依存する[6]。

数値解析や分析的検証により、BKL予想の支持が高まっている。バーガー、ガーフィンクル、モンクリーフらは、特異点に近づく解が空間微分を無視した「截断方程式」に収束することを示した。アンダーソンとレンダルは、スカラー場や硬い流体を含むモデルで、完全な方程式の解が截断解に収束することを証明した。ガーフィンクルの数値シミュレーションは、対称性のない時空でもミックスマスター挙動を示すことを確認した。

## 関連研究
BKL予想は現代の宇宙論や理論物理学に大きな影響を与えている：
- 高次元宇宙：カルツァ・クライン型の高次元宇宙モデルでは、10次元以下の時空でカオス的振動が現れ、10次元を超えると単調なカスナー型収縮に移行する[11][12]。
- 超弦理論：超弦理論モデルでは、重力以外の場の影響によりカスナーエポックの変化が引き起こされる。6つの主要な超弦モデルと11次元超重力モデルは、特異点に向けたカオス的BKLダイナミクスを示す[13][14]。
- リー代数との関連：BKL振動モデルは、無限次元のリー代数（特に双曲型カッツ・ムーディ代数）の特殊な部分クラスと関連している[15][16]。